# Frederico Gil
Frederico Gil (Lisboa, 24 de marzo de 1985) es un tenista profesional portugués. Nunca ha alcanzado finales a nivel de ATP aunque si ha conseguido títulos a nivel challenger. 
Es la principal carta del Equipo de Copa Davis de Portugal (actualmente en el Grupo Europa/África II, tercera división de la competición) y tras alcanzar el puesto N.º 62 del ranking, en mayo de 2011, se convirtió en el tenista portugués mejor situado de la historia. Sus actuaciones reanimaron el interés por el tenis en su país y en el 2009 se convirtió en el primer portugués en poder entrar sin invitación a jugar el Torneo de Estoril, el único torneo ATP jugado en ese país, donde su partido de primera ronda ante James Blake produjo un récord de espectadores en el torneo 
Su superficie predilecta es el polvo de ladrillo. Su padre, Rui Gil, jugó como futbolista profesional en el club Benfica de Lisboa.

## Títulos (1; 0+1)

### Finalista en individuales (1)
| Leyenda                   |
| Grand Slam (0)            |
| ATP Wourld Tour Final (0) |
| ATP Masters 1000 (0)      |
| ATP World Tour 500 (0)    |
| ATP World Tour 250 (1)    |

| N.º | Fecha             | Torneo  | Superficie    | Oponente en la final | Resultado      |
| --- | ----------------- | ------- | ------------- | -------------------- | -------------- |
| 1.  | 3 de mayo de 2010 | Estoril | Tierra batida | Albert Montañés      | 2-6 7-6(4) 5-7 |

### Clasificación en torneos del Grand Slam
| Torneo          | 2012 | 2011 | 2010 | 2009 | 2008 | Títulos |
| --------------- | ---- | ---- | ---- | ---- | ---- | ------- |
| Australian Open | 3r   | 2r   | 1r   | -    | -    | 0       |
| Roland Garros   | -    | 1r   | -    | 1r   | 1r   | 0       |
| Wimbledon       | -    | 1r   | 1r   | 1r   | 1r   | 0       |
| US Open         | -    | 1r   | 1r   | 1r   | 1r   | 0       |

### Dobles (1)
| Leyenda                   |
| Grand Slam (0)            |
| ATP Wourld Tour Final (0) |
| ATP Masters 1000 (0)      |
| ATP World Tour 500 (0)    |
| ATP World Tour 250 (1)    |

| N.º | Fecha                | Torneo       | Superficie    | Pareja        | Oponentes en la final        | Resultado       |
| --- | -------------------- | ------------ | ------------- | ------------- | ---------------------------- | --------------- |
| 1.  | 5 de febrero de 2012 | Viña del Mar | Tierra batida | Daniel Gimeno | Pablo Andújar Carlos Berlocq | 1-6, 7-5, 12-10 |

### Challengers (6)
| N.º | Fecha      | Torneo                     | Superficie    | Oponente en la final | Resultado   |
| --- | ---------- | -------------------------- | ------------- | -------------------- | ----------- |
| 1.  | 05.06.2006 | Challenger de Sassuolo (1) | Tierra batida | Gorka Fraile         | 6-3 7-5     |
| 2.  | 10.10.2007 | Challenger de Sevilla      | Tierra batida | Pablo Andújar        | 6-1 6-3     |
| 3.  | 02.06.2008 | Challenger de Sassuolo (2) | Tierra batida | Santiago Ventura     | 6-2 6-3     |
| 4.  | 11.08.2008 | Challenger de Estambul     | Dura          | Benedikt Dorsch      | 6-4 1-6 6-3 |
| 5.  | 28.09.2009 | Challenger de Nápoles-1    | Tierra batida | Potito Starace       | 2-6 6-1 6-4 |
| 6.  | 14.06.2010 | Challenger de Milán        | Tierra batida | Máximo González      | 6-1 7-5     |